# Jon Mirande
Pour l’article homonyme, voir Mirande (homonymie).
Jon Mirande Ayphasorho, né le 10 novembre 1925 et mort le 28 décembre 1972 à Paris, est un écrivain et poète basque. Il est considéré comme étant l'un des poètes les plus importants du milieu du XXe siècle, et dont la prose et les vers ne sont pas communs dans la langue basque. Autant dans l'un ou l'autre côté de la frontière, Jon Mirande ne laissera personne indifférent, faisant parfois sensation et parfois scandale avec l'introduction de modes et de thèmes « impies ». Avec un tempérament de feu, Mirande avoue clairement détester le christianisme ou du moins la démocratie dite chrétienne. Selon Jean Haritschelhar.« cette liberté de ton, inhabituelle dans la production littéraire basque, se retrouve dans les poésies de Jon Mirande, volontiers provocateur, et qui exerce une grande influence sur la jeune génération de poètes du Sud »

## Biographie
Né au sein d'une famille souletine qui émigra à la capitale française à la recherche de travail. Son père, Jean Mirande, était originaire de Garindein et sa mère, Marie d'Ayphasorho, de Chéraute, deux municipalités de la Soule. À Paris, ils eurent deux enfants : l'aînée, Marie, qui est née en 1923, et Jon, qui est né deux ans plus tard. Après avoir terminé ses études au Lycée Arago, la Seconde Guerre mondiale n'étant pas encore achevée, Jon entra au ministère des Finances en tant que traducteur et employé de bureau. Depuis qu'il était tout jeune, il s'était senti attiré par l'apprentissage des langues, se consacrant à lire tout ce qui tombait entre ses mains au sujet de la langue basque. Il ne considérait pas cette langue comme sa langue maternelle, mais comme une langue acquise, étant adulte. En 1948, il se déclara chrétien et démocrate, mais avec un certain sens critique, aimant davantage le contenu que l'étiquette de ces deux mots.
Il a entretenu d'étroites relations avec l'écrivain, originaire de Biscaye, Andima Ibiñagabeitia, sous l'influence duquel il a commencé à traduire les œuvres d'auteurs tels qu'Edgar Allan Poe, Pierre Denis, Nietzsche, García Lorca et bien d'autres, mais aussi à publier ses propres travaux dans la revue Euzko gogoa, qui était dirigée par Jokin Zaitegi au Guatemala. Quelques-uns de ses articles, publiés dans les revues Euzko Deya et Gernika, ont provoqué un énorme scandale dans les files du nationalisme orthodoxe. 
Voyageur acharné, il a visité la Bretagne, l'Angleterre, l'Irlande, les Pays-Bas, l'Allemagne et le Danemark. En 1954, le départ d'Ibiñagabeitia, l'ami de son cœur, pour l'Amérique laissa un grand vide dans la vie de Mirande. À cette époque, il se lia d'amitié avec Koldo Mitxelena, avec lequel il participa au congrès d'Aranzazu en 1956 ; à partir de ce moment, il publia quelques études dans Egan, revue dirigée par Koldo Mitxelena. Il prit part aussi à la revue Irrintzi, qu'Ibiñagabeitia avait commencé à éditer à Caracas. En 1959, il termina son roman Haur besoetakoa, souvent comparé à Lolita de Vladimir Nabokov. Néanmoins, fruit de l'intolérance de l'époque, il ne trouva aucun éditeur pour ses poèmes, pas plus que pour son roman. 
Avec Txomin Peillen, il créa, en 1962, la revue Igela, euskaldun heterodoxoen errebista, dont la vie éphémère ne donna lieu à la publication que de six numéros. Leurs articles humoristiques et parfois corrosifs veulent marquer l’existence d'une avant-garde littéraire basque. Il a aussi participé avec Georges Pinault à la publication de la revue bretonne Ar Stourmer, avec des commentaires et la traduction de poèmes. Il a également aidé son grand ami Jon Etxaide dans la préparation de l'œuvre Etxahun'en bertsoak gipuzkeraz (1969). 
En 1970, les éditions Lur ont publié son roman Haur besoetakoa, avec une présentation critique de Gabriel Aresti. Ce roman a obtenu un grand succès et de nombreuses éditions à l'avenir.
Après avoir enduré une longue maladie psychique, il est mort le 28 décembre 1972 ; d'après tous les indices, il se serait suicidé.
Les restes de l'un des meilleurs et des plus modernes des poètes basques de l'après-guerre reposent au cimetière de Thiais.